# Novofedorivka (Djankoi)
|  | Per a altres significats, vegeu «Novofedorivka». |

Novofedorivka (en ucraïnès: Новофедорівка, en rus: Новофёдоровка, Novofiódorovka) és un poble de la República Autònoma de Crimea, a Ucraïna, que el 2014 tenia 165 habitants. Pertany al districte rural de Djankoi. Fins al 1948 la vila es deia Aüz-Keneguez.